# Andrzej Starkowiecki
Andrzej Starkowiecki herbu Łodzia (zm. w 1664 roku) – kasztelan kamieński i łęczycki, starosta koniński.

## Życiorys
Andrzej Starkowiecki wywodził się z wielkopolskiej rodziny herbu Łodzia. Data jego narodzin nie jest znana, być może urodził się we wsi Starkówiec w województwie kaliskim.
Pierwszym widocznym w źródłach etapem karier Andrzeja był urząd sekretarza królewskiego na dworze Wazów, w latach 1646–1654. Kolejne sprawowane urzędy to: łowczy kaliski (od 1646 roku), kasztelania kamieńska (po 20 grudnia 1646 roku), starostwo konińskie (w latach 1660–1661) i kasztelania łęczycka (od 26 czerwca 1661 roku). Dodatkowo w zastępstwie za Bogusława Leszczyńskiego w 1659 roku zasiadał w sądach jurydyki kaliskiej.
W 1650 roku Starkowiecki uczestniczył w poselstwie do Ferdynanda III Habsburga. W 1656 roku brał udział w wojnie ze Szwecją, walcząc, prawdopodobnie pod dowództwem Jana Piotra Opalińskiego, w bitwach pod Lesznem, Kościanem i Kaliszem, być może uczestniczył w negocjacjach pokojowych. Na sejmie 1661 roku był członkiem komisji do spraw ustalenia granicy Rzeczypospolitej z Pomorzem, Brandenburgią i Śląskiem.
Andrzej Starkowiecki miał pisać wiersze, zarówno w łacinie jak i języku polskim, żadne jednak nie zachowały się. Inne niezachowane jego dzieło nosiło tytuł Sereniss. Vladislai IV Pol. et Suee. Regis Epistolae resque gloriosae gestae ab annis 1643–1644.
Zmarł w 1664 roku, przed 28 sierpnia.

## Rodzina
Ojcem Andrzeja był Maciej Starkowiecki (1585–1647), pochowany w kobylińskim kościele. Matką była prawdopodobnie Jadwiga z Bełdowskich. Andrzej miał następujące rodzeństwo:
- Anna (mąż Jacek Mieszkowski),
- Barbara (mężowie: Adam Franciszek Dobrzycki, Piotr Walewski),
- Dorota (mąż Adam Suchorzewski, skarbnik kaliski),
- Katarzyna (mężowie: Wiktor Stempowski, Stanisław Wolski, Jan Jastrzembowski),
- Piotr Starkowiecki tłumacz z języków osmańskotureckiego, perskiego i arabskiego[1].

Andrzej ożenił się z Katarzyną ze Smoszewskich (zm. ok. 1678), córką kasztelana sanockiego Stanislawa Smoszewskiego. Mieli sześcioro dzieci, z których pięć zmarło w dzieciństwie. Rodziców przeżył Stanisław (1654–1733), jezuita.